# Palais prétorien

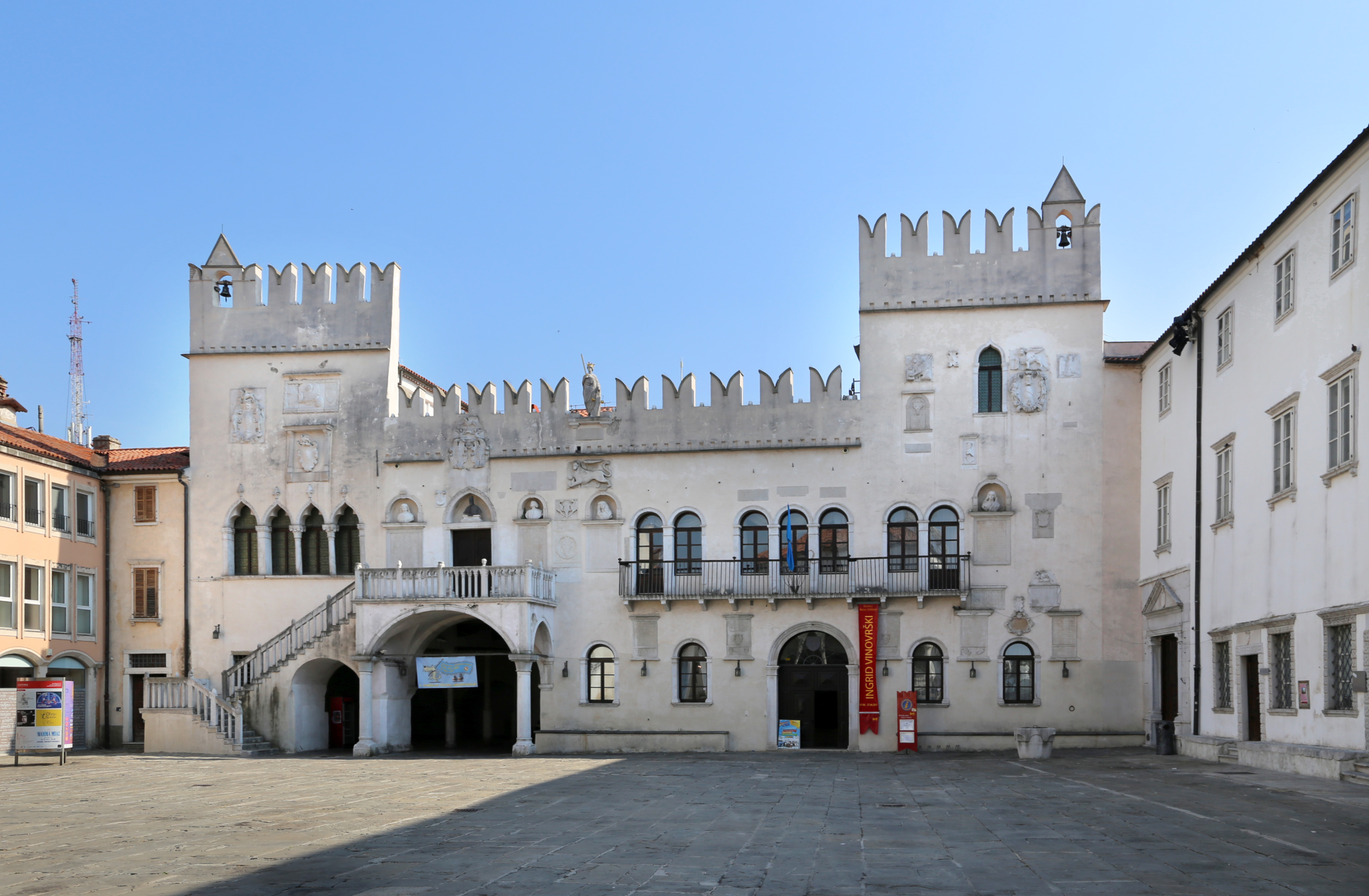
Palais prétorien, façade principale

Le palais prétorien (en slovène Pretorska palača, en italien palazzo Pretorio) est un palais gothique vénitien du XVe siècle situé dans la ville de Koper/Capodistria, dans le sud-ouest de la Slovénie. Situé sur le côté sud de la place centrale Tito de la ville, il abrite le gouvernement de la ville de Koper et une salle de mariage. Il est considéré comme l'un des principaux monuments architecturaux de la ville .

## Histoire
Une salle municipale antérieure existait sur le même site en 1254, avant la place elle-même (alors appelée Platei Comunis, établie vers 1268). Les travaux sur un nouveau bâtiment ont commencé après la destruction de l'original lors d'une révolte majeure en 1348, mais le bâtiment incomplet a de nouveau été détruit en 1380 par un raid génois qui a saccagé et brûlé la ville cette année-là. La structure actuelle date du milieu du XVe siècle, ayant été commencée en 1452-1453.
L'aile gauche et le portique menant de la place à la colorée via Calegaria (Čevljarska ulica, « rue des cordonniers ») ont été les premiers à être achevés, tandis que l'aile droite date des années 1480. En 1505, le Porto del Corte a été ajouté; la passerelle Renaissance supporte une petite terrasse et relie le palais prétorien à la Foresteria.

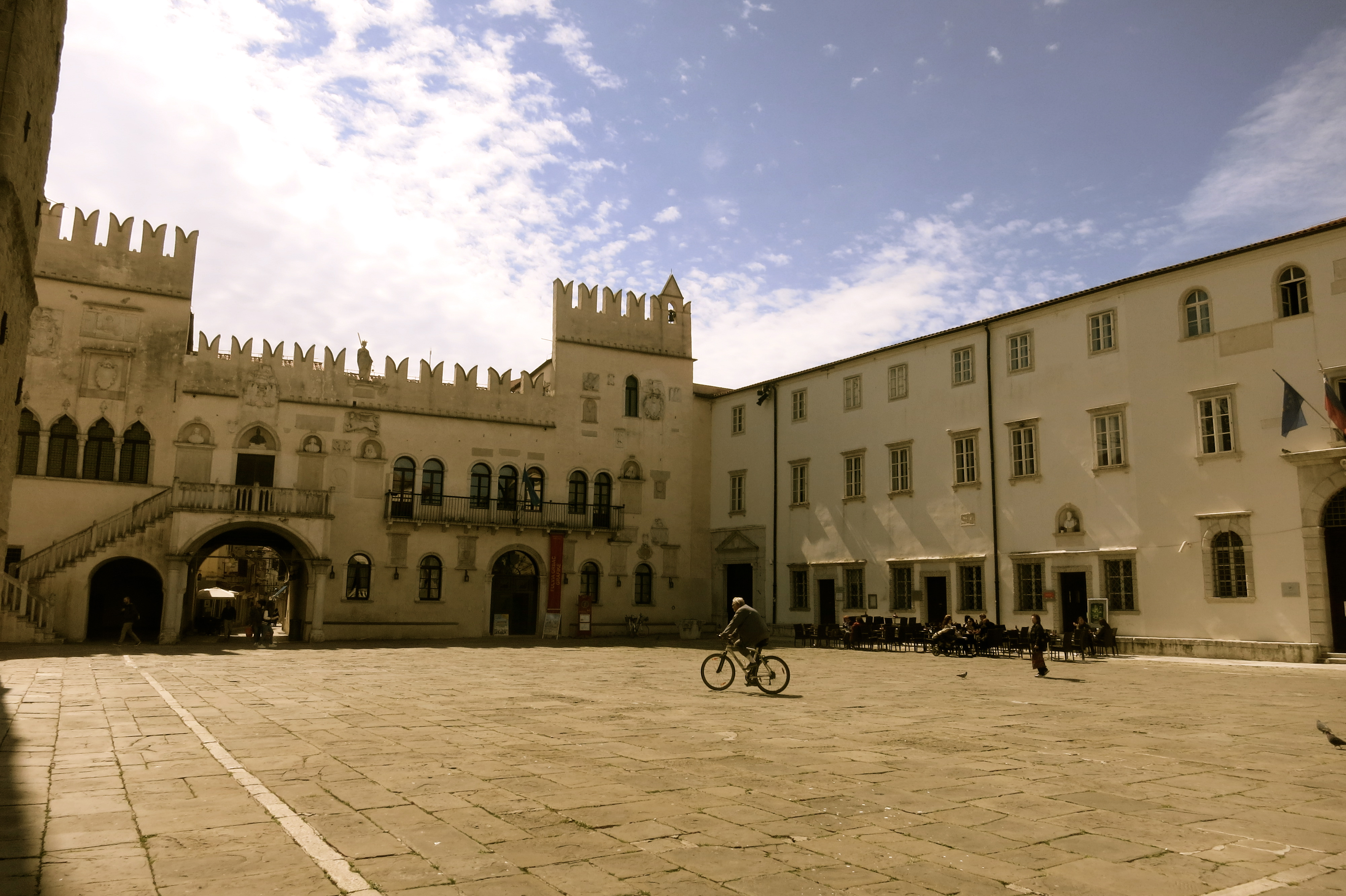
Palais Prétorien, Place Tito

L'escalier extérieur donnant sur la place Tito a été achevé en 1447. En 1481, Giovanni Vitturi remplaça les fenêtres gothiques pointues par des fenêtres Renaissance semi-circulaires. Les armoiries des gouverneurs de la ville sur la façade attestent que la balustrade n'a été achevée qu'au début du XVIe siècle. Le centre du portique crénelé abrite une statue de la Justice .
La façade principale a pris sa forme actuelle en 1664, lorsqu'une rénovation en profondeur a réorganisé les nombreuses plaques et armoiries qui y figuraient. Des ornements et une signalisation supplémentaires sont fixés dans le mur de la rue des cordonniers du palais, témoignant de son statut à l'époque où il servait de siège de la ville podestà (une autorité civile et militaire conjointe), de la capitainerie et du Grand Conseil (une assemblée de la noblesse de la ville).
La chute de la République de Venise aux mains de Napoléon Ier en 1797 fit perdre au palais une grande partie de son importance, les organes délibérants qui s'y réunissaient étant désormais disparus. Au XIXe siècle, les autorités autrichiennes ont déplacé le siège de la mairie au palais Armerija. Les plans de l'entre-deux-guerres de l'Italie, qui avait gagné Koper en 1918, pour le restaurer en tant que siège municipal ne furent pas réalisés. Le palais continua à se dégrader progressivement jusqu'en 1968-1969, date à laquelle il fut réhabilité in situ, et un restaurant fut ouvert au rez-de-chaussée. Une rénovation plus poussée a été réalisée entre 1991 et 2001, pour un coût de 800 millions de tolars (3,34 millions €). Après son achèvement, le palais a repris son rôle historique d'hôtel de ville ; les bureaux du maire et du conseil municipal de Koper/Capodistria y ont été transférés en mai 2001.